# Chris Jones (rugby à XV)
Pour les articles homonymes, voir Chris Jones et Jones.
Pas d'image ? Cliquez ici

a Compétitions nationales et continentales officielles uniquement.

b Matchs officiels uniquement.
Dernière mise à jour le 22 avril 2020.
Christopher Michael Jones, né le 24 juin 1980 à Manchester, est un joueur de rugby à XV anglais évoluant au poste de deuxième ligne.

## Clubs successifs
- Sale Sharks
- Worcester Warriors
- Yorkshire Carnegie

## Palmarès
- Championnat d'Angleterre de rugby 2005-06 avec Sale

## Statistiques en équipe nationale
- 7 sélections (au 31/12/2005) avec l'Équipe d'Angleterre de rugby à XV
- 5 points (1 essai)
- 1er match le 15 février 2004 contre l'Équipe d'Italie de rugby à XV .